# کلاه تو کلاه
کلاه تو کلاه فیلمی کمدی به کارگردانی هادی رحیمی خواص، محصول سال ۱۳۹۲ ایران است.

## خلاصه داستان
داستان فردی به نام ونداد را روایت می‌کند که در تهران به ساخت و ساز و کارهای ساختمانی مشغول است. او برای دریافت طلب یکی از معاملاتی که انجام می‌دهد به اصفهان سفر می‌کند و با آقا رشید آشنا می‌شود و …

## بازیگران
- قدرت‌الله ایزدی
- مهران رجبی
- خشایار راد
- زهره فوده
- علی رفیعی
- اردلان محمدی

## دربارهٔ فیلم
این فیلم در اواخر شهریور ۱۳۹۲ تولید شده‌است و در شبکه‌های مختلف تلویزیون از جمله شبکه شما، شبکه نمایش، شبکه اصفهان و شبکه دو سیما پخش شده‌است.
فیلم در ژانر اجتماعی و کمدی است و بیشتر فیلمبرداری آن در شهر اصفهان بوده‌است.
- عوامل اصلی تولید این فیلم: تهیه‌کننده زنده یاد حمید محمدی، کارگردان هادی رحیمی خواص،  نویسنده بیژن قدوسی، گروه تولید حامد حسینی، مجید نعمت‌الهی و دانیال حاجی برات، تصویربردار امیر معقولی، طراح گریم رضا سعیدی، صدابردار فرامرز مختاری مبارکه ای برنامه‌ریز و دستیار اول کارگردان شهاب کازرونی می‌باشد.[۳]